# Zaliv
Zaliv je v kopno segajoč del morja ali jezera, ki se zajeda v obalo oz. obrežje in je z dveh ali treh strani obdan s kopnim. Večji zaliv je lahko tvorjen iz več malih. Nekateri veliki zalivi, kot sta Bengalski zaliv in Hudsonov zaliv, imajo raznoliko morsko geologijo. Zalivi imajo lahko tako več različic obalnega reliefa kot druge obale. V nekaterih primerih imajo zalivi plaže, za katere je »običajno značilna strma zgornja obala s široko, ravno čelno teraso«.
Teren, ki obdaja zaliv, lahko pogosto blokira valove in zmanjša moč vetrov. To lastnost je v preteklosti izrabil človek, ki je v zalivih postavil pristanišča ter ustalil ribiška lovišča. 

## Oblikovanje
Zalivi se lahko oblikujejo na različne načine. Največji zalivi so se razvili s tektoniko plošč. Ko se je supercelina Pangea razbila vzdolž ukrivljenih in razčlenjenih prelomnih črt, so se celine oddaljile in ustvarile velike zalive; to so Gvinejski zaliv, Mehiški zaliv in Bengalski zaliv, ki je največji zaliv na svetu.
Zalivi nastajajo tudi zaradi erozije obale, ki jih poleg morja preoblikujejo tudi celinske vode in ledeniki. Zaliv, ki ga tvori ledenik, je fjord. Riase ustvarjajo reke, zanje pa so značilna bolj postopna pobočja. Nanosi mehkejših kamnin hitreje erodirajo in tvorijo zalive, medtem ko trše kamnine erodirajo manj hitro in zapuščajo rte.
Glede na obliko in velikost ločimo več vrst zalivov:
- draga je manjši ozek zaliv
- rias je obalni zaliv, ki je nastal z delno potopitvijo nekdanje /ledeniške/ rečne doline.
- fjord je posebej strm zaliv, ki ga je oblikovala ledeniška aktivnost; firth v Združenem kraljestvu.
- estuarij je delno zaprto obalno telo slane vode, v katero teče ena ali več rek

## Opredelitev
Konvencija Združenih narodov o pomorskem pravu (United Nations Convention on the Law of the Sea (UNCLOS)) opredeljuje zaliv kot dobro označeno vdolbino na obali, katere globina je tako sorazmerna s širino ustja, da vsebuje vode brez kopnega in predstavlja več kot zgolj ukrivljenost obale. Vendar se vdolbina ne šteje za zaliv, razen če je njena površina tako velika kot (ali večja od) polkroga, katerega premer je črta, potegnjena čez ustje te vdolbine.